# Cuspidaria parkeri
Cuspidaria parkeri är en musselart. Cuspidaria parkeri ingår i släktet Cuspidaria och familjen Cuspidariidae. Inga underarter finns listade i Catalogue of Life.